# Малая Кебь
Малая Кебь — деревня в Ядровской волости Псковского района Псковской области.
Расположена на правом берегу реки Кебь, при её впадении в Черёху.
| 2001 | 2002 | 2010 |
| ---- | ---- | ---- |
| 18   | ↘8   | ↗11  |